# 福爾茨冰原島峰
74°8′S 76°20′W / 74.133°S 76.333°W
福爾茨冰原島峰（英語：Foltz Nunatak），是南極洲的冰原島峰，位於帕爾默地，處於施瓦茲峰以北2公里，海拔高度約800米，在1935年由美國探險家發現和拍攝空中照片，美國地質調查局根據該國海軍的空中照片繪入地圖，現時由南極條約體系管理。